# Hyundai Bayon
Hyundai Bayon – samochód osobowy typu crossover klasy miejskiej produkowany pod południowokoreańską marką Hyundai od 2021 roku.

## Historia i opis modelu

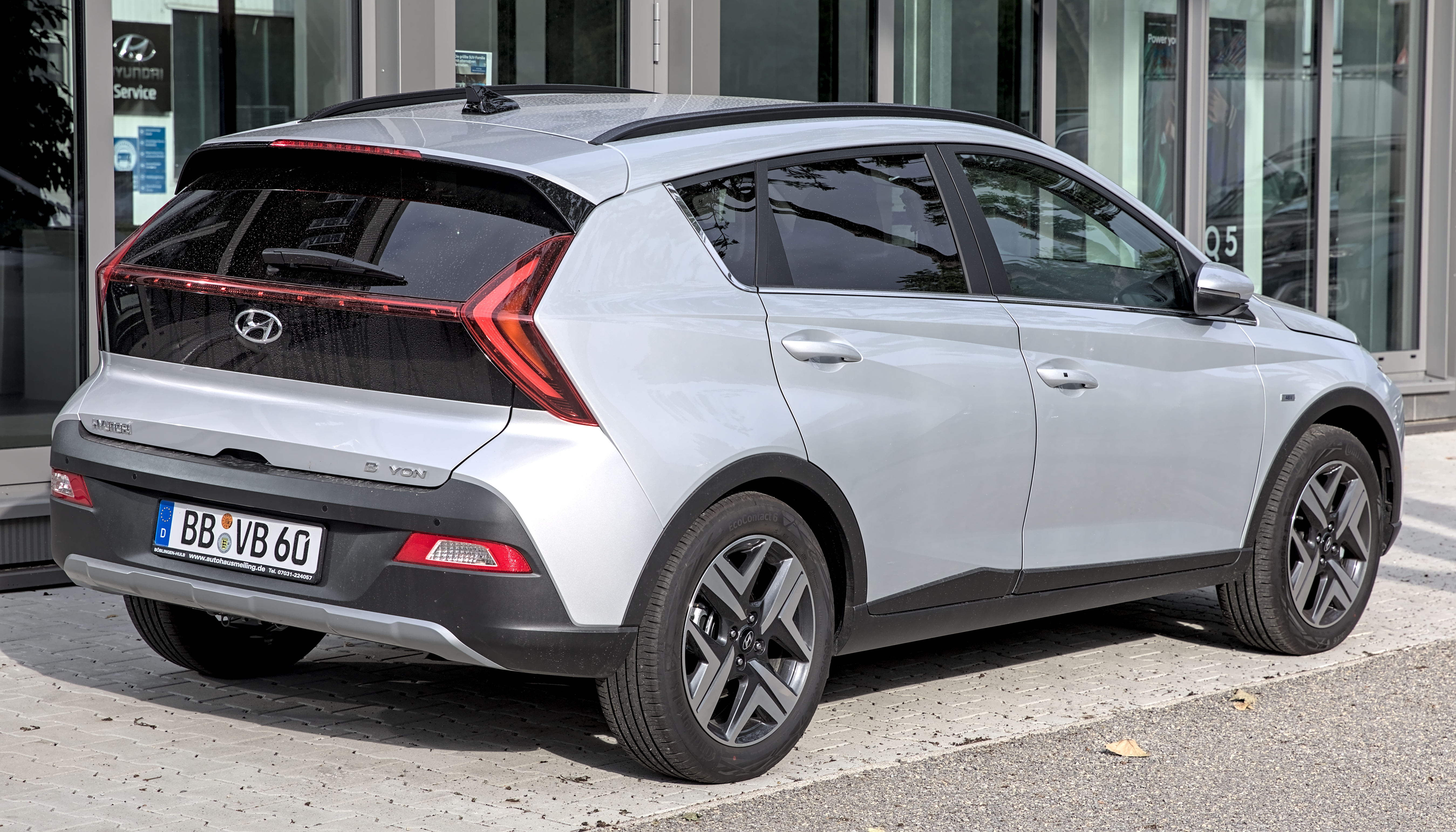
Hyundai Bayon - tył

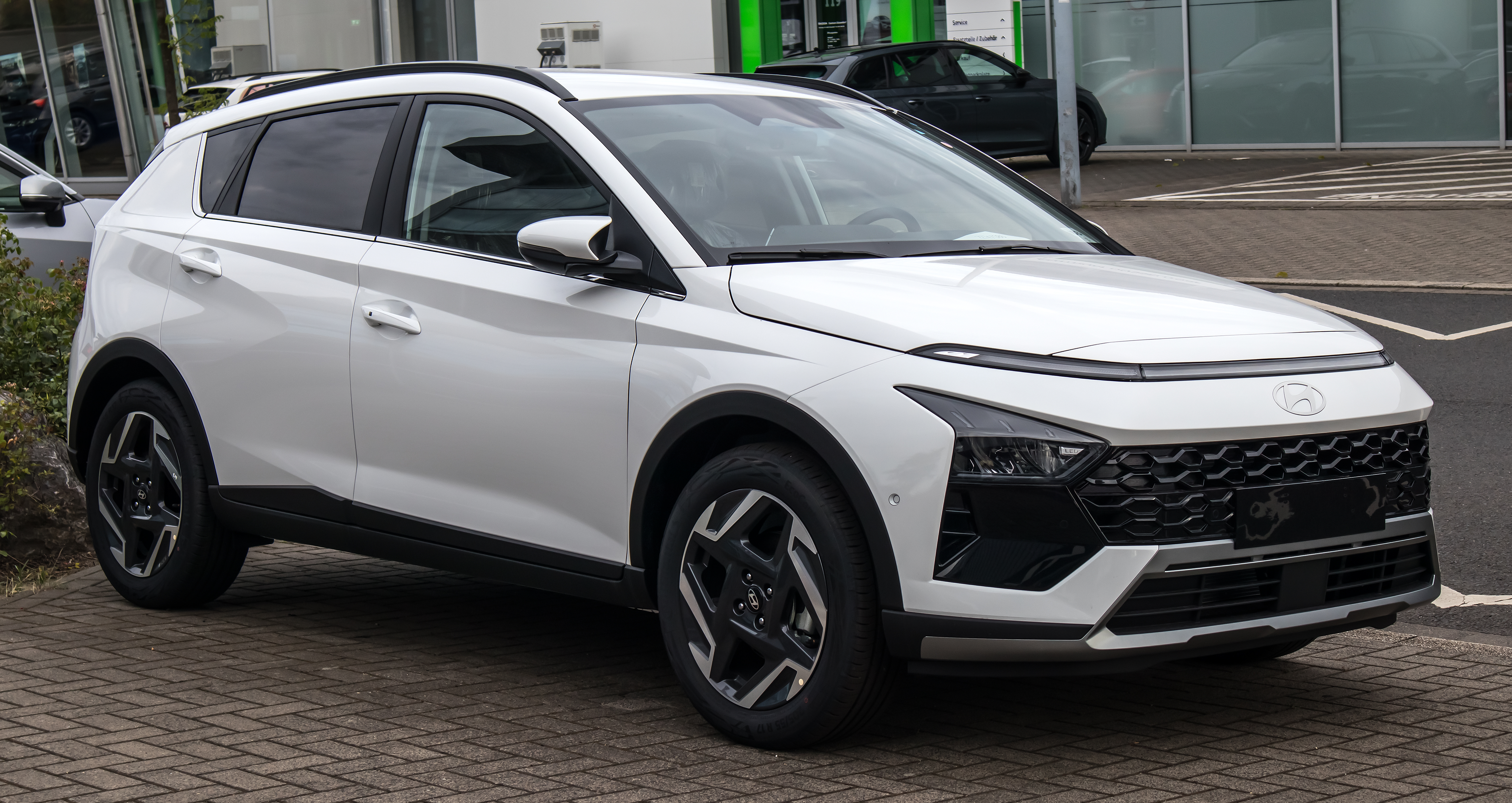
Hyundai Bayon po liftingu

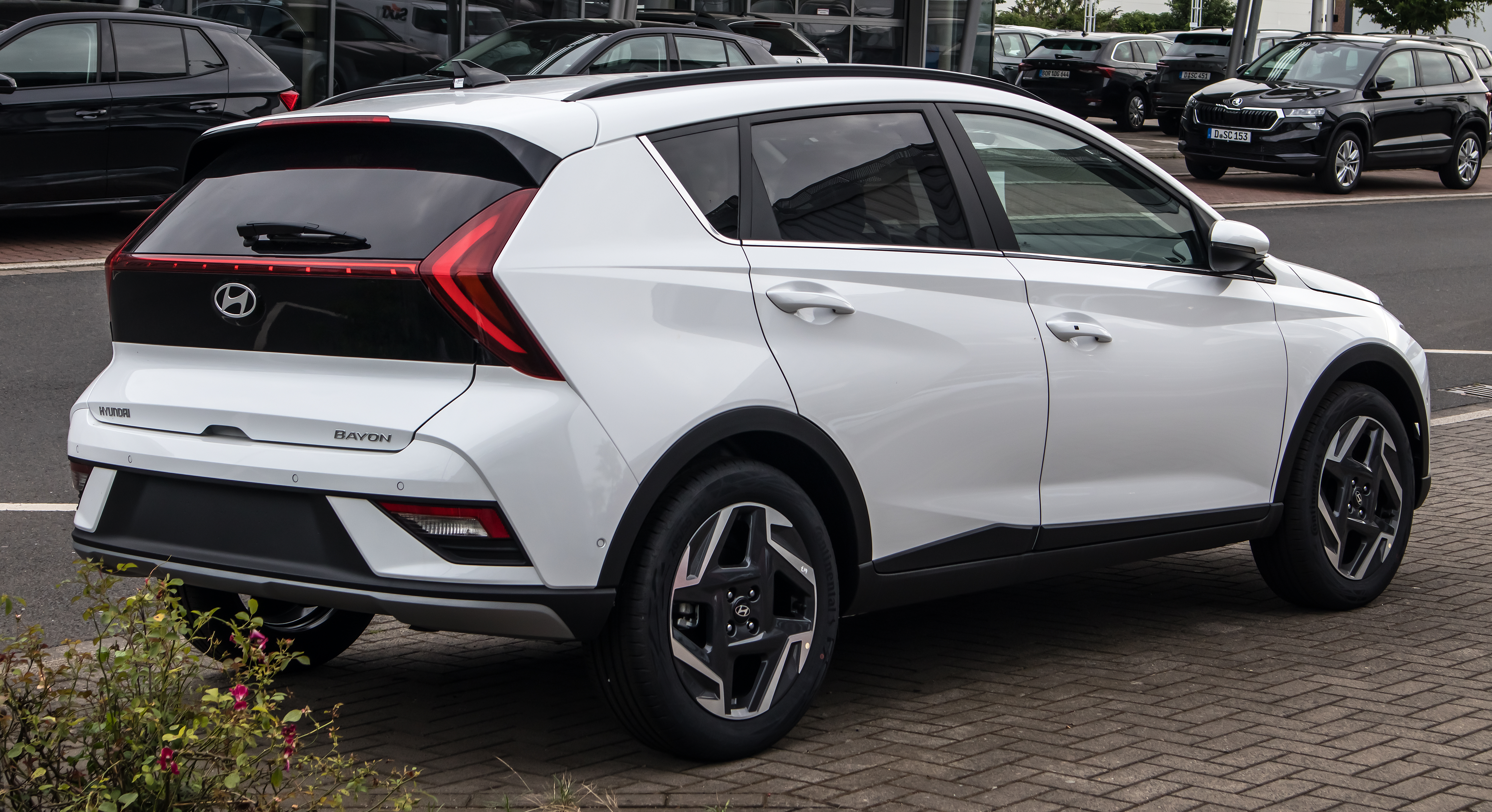
Hyundai Bayon - tył po liftingu

W sierpniu 2020 roku po raz pierwszy udokumentowano testy zamaskowanych, przedprodukcyjnych egzemplarzy nowego modelu Hyundaia w postaci niewielkiego crossovera. Proporcje pojazdu, a także zdjęcie kabiny pasażerskiej jednocześnie wskazały na bliskie pokrewieństwo z hatchbackiem i20. Pod koniec listopada tego samego roku producent oficjalnie zapowiedział plany premiery nowego modelu, ogłaszając też jego nazwę Hyundai Bayon. Została ona zaczerpnięta od francuskiego miasta Bajonna. Oficjalna premiera samochodu odbyła się 2 marca 2021 roku w internecie, podczas której przedstawiono szczegóły na temat małego crossovera.
Pod kątem wizualnym Bayon zaadaptował z większych modeli pas przedni z dwoma rzędami oświetlenia tworzonego przez wyżej umieszczony pasek diod LED oraz niżej zamontowane reflektory ze światłami drogowymi. Atrapa chłodnicy zyskała kształt trapezu, z kolei boczne przetłoczenia upodobniły model do pokrewnego i20. Tylną część nadwozia przyozdobiły charakterystyczne lampy w kształcie bumerangów, a także poprzeczka dzieląca klapę bagażnika na pół.
Projekt deski rozdzielczej w całości zaadaptowano z pokrewnego i20, oferując w topowym wariancie 10,25-calowy wyświetlacz systemu multimedialnego i 8 cali w wariancie podstawowym. Ponadto, w zależności od konfiguracji Hyundai Bayon może oferować dwubarwne malowanie kabiny pasażerskiej i nastrojowe oświetlenie.

### Lifting
W styczniu 2024 roku, niespełna 3 lata po rynkowym debiucie, Hyundai Bayon przeszedł obszerną restylizację. Pomiędzy dotychczasowymi paskami diod LED znalazła się łącząca je opcjonalna listwa świetlna, z kolei znacznie zmodyfikowano także kształt osłony chłodnicy oraz wlotów powietrza. Obszernie przeprojektowano też tylny zderzak, a także zastosowano nowy wzór alufelg. Gama jednostek napędowych pozostała bez zmian, za to w kabinie pasażerskiej cyfrowe zegary stały się standardem w każdej wersji wyposażenia.

### Sprzedaż
Hyundai Bayon został zbudowany z myślą o rynku europejskim, plasując się w tutejszej ofercie jako najmniejszy i najtańszy crossover poniżej dotychczasowego, podstawowego modelu Kona. Sprzedaż pojazdu rozpoczęła się na przełomie maja i czerwca 2021 roku, początkowo wyłącznie z ograniczeniem do rynków Europy Zachodniej i Środkowej, by ostatecznie trafić do sprzedaży także w Egipcie i Izraelu. Ponadto, w sierpniu 2022 rozpoczęła się także lokalna produkcja i sprzedaż w zakładach Hyundai Trans Kazakhstan w Ałmaty z myślą o rynku kazachskim.

### Silniki
- L4 1.2 5MT MPI 84 KM
- L3 1.0 GDi 6MT 100 KM
- L3 1.0 T- GDi 7DCT 120 KM